# 靛铜矿
靛銅礦（英語：Covellite）是一種稀有的含銅硫化物礦物，化學式為CuS。這種靛藍色礦物通常是一種含量有限的次生礦物，雖然本身並不是重要的銅礦石，但它為礦物收藏家所知。
該礦物通常存在於硫化銅礦床的次生富集區域。 常見于輝銅礦、黃銅礦、斑銅礦、硫砷銅礦、黃鐵礦和其他硫化物礦物的表面，它通常作為其他礦物的假晶替代物出現。第一份記錄來自維蘇威火山，它於1832年以N. Covelli的名字正式命名。